# Refuge-oratoire de Cunéy
Le refuge-oratoire de Cunéy se trouve dans le haut vallon de Saint-Barthélemy, en amont du chef-lieu de Nus (dans la moyenne Vallée d'Aoste), dans les Alpes pennines italiennes, à 2 652 mètres d'altitude.

## Histoire
Un bivouac existe en ce lieu depuis le début du XXe siècle, pour accueillir les pèlerins qui se rendaient au sanctuaire de Cunéy.
La structure actuelle remonte à 1994 et se situe près du sanctuaire.

## Caractéristiques et informations
Ce refuge dispose de 27 lits.
Il se trouve sur le tracé de la Haute Route n°1.

## Accès
Le départ se situe au hameau Lignan (1 633 mètres), et le parcours se développe à travers le col du Salvé (2 569 mètres).

## Ascensions
- Pic du Merlo - 3 234 mètres
- Mont Pisonet - 3 205 mètres
- Pointe des Montagnayes - 3 050 mètres
- Pic de Fontaney - 2 971 mètres

## Traversées
- Refuge Barmasse - 2 200 mètres
- Refuge Prarayer - 2 005 mètres